# 威斯康辛州第八國會選區
威斯康辛州第八國會選區（英語：Wisconsin's 8th congressional district）是威斯康辛州東北的一個國會選區，目前議員出缺。最近一次選出的聯邦眾議員為共和黨的麦克·加拉格尔。加拉格尔在2016年贏得了里德·里布爾騰出的空缺席位。它也是曾經選出天主教神父羅伯特·約翰·康奈爾的兩個國會選區之一。